# Onosma mutabilis
Onosma mutabilis är en strävbladig växtart som beskrevs av Pierre Edmond Boissier. Onosma mutabilis ingår i släktet Onosma och familjen strävbladiga växter. Inga underarter finns listade i Catalogue of Life.